# Iglesia de San Luis Obispo

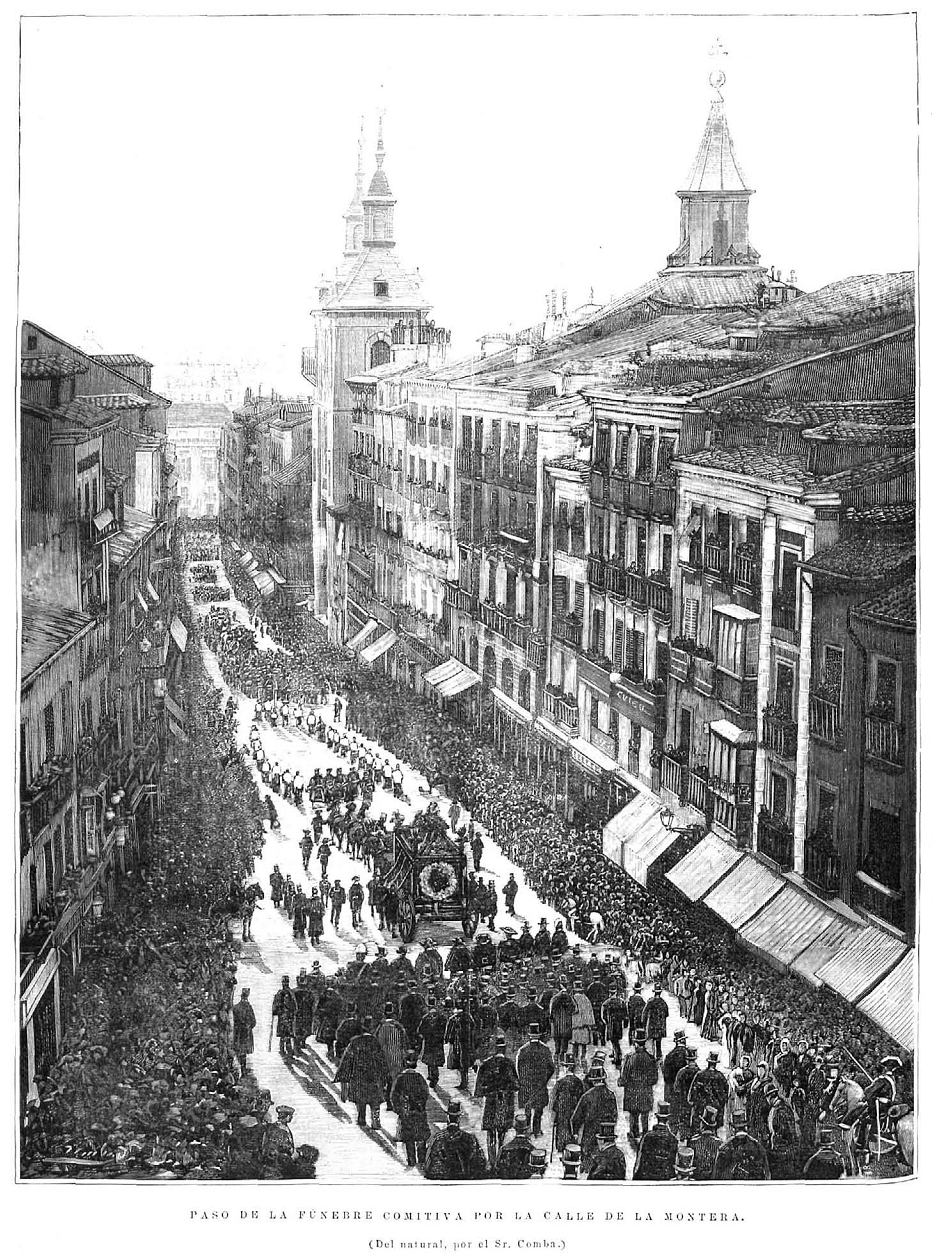
Blick auf die ehemalige Kirche (bei der Beerdigung von Zorilla)

Die Iglesia de San Luis Obispo („Kirche St. Ludwig der Bischof“) ist eine ehemalige Kirche in Madrid.

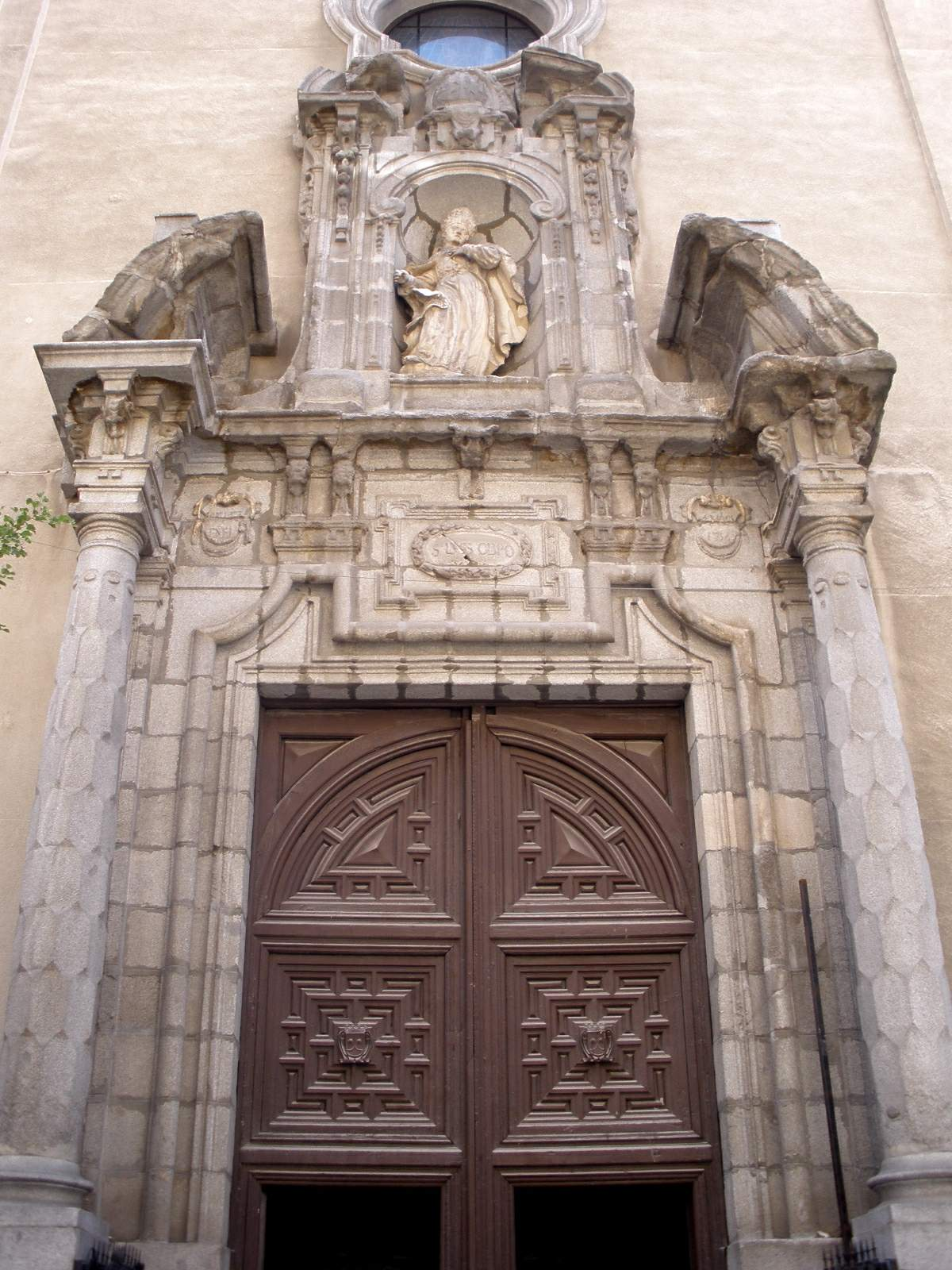
Erhaltenes Portal, 1950 zur Iglesia del Carmen verlegt

Die Kirche San Luis Obispo wurde im Jahr 1541 in der Calle Montera als Nebenkirche von San Ginés (St. Genesius von Arles) errichtet. Die Kirche wurde während der Zweiten Spanischen Republik am 13. März 1936 niedergebrannt. Heute ist nur noch das Granitportal, das die Kirche zur Calle Montera hin hatte, erhalten. Im Jahr 1950 wurde es als Nebeneingang zur Pfarrei Nuestra Señora del Carmen wiederaufgebaut.
Die 1779 geborene Tochter María del Pilar des Malers Francisco de Goya wurde in der Pfarrkirche San Luis getauft, ebenfalls sein 1780 geborener Sohn Francisco de Paula Antonio Benito.